# Georg Hartung
Georg Friedrich Karl Hartung (Königsberg (Prússia), 13 de julho de 1821 — Heidelberg, 28 de março de 1891), também conhecido por George Hartung, foi um pioneiro da geologia, autor de vários livros de exploração e de um conjunto de trabalhos de grande qualidade sobre as ilhas da Macaronésia, em especial sobre as Canárias e os Açores. Tornou-se conhecido pelos seus trabalhos sobre a geologia e a história geológica dos Açores e das ilhas Canárias, tendo mantido colaboração e correspondência com Karl von Fritsch, Wilhelm Reiss, Charles Darwin e Charles Lyell, entre outros.

## Biografia
Georg Hartung era o filho mais velho de George Friedrich Hartung (1782-1849), impressor e editor de livros em Königsberg, e de sua mulher Anna Maria Sophie (1797-1870), nascida Greis. Os seus pais eram uma família bem estabelecida e rica, o seu pai, maçon e conselheiro municipal da cidade, era proprietário de uma tipografia e de uma editora, responsável pela publicação do jornal liberal Königsberger Hartungsche Zeitung, o mais antigo periódico em publicação na cidade de Königsberg. Frequentou o liceu em Insterburg e, em vez de entrar para a Universidade, como sucedeu com o seu irmão Hermann Hartung (1823–1901), começou a trabalhar na empresa do pai, de que assumiu a direção em 1848. Mais tarde, porém, deixou a direção da empresa ao seu irmão Hermann, que a manteve até a vender em 1871. A sua natural habilidade para o desenho terá sido importante nessa decisão.
Sofrendo de catarro crónico, para fugir ao clima frio do Báltico, a partir de 1850, começou a passar o inverno na ilha da Madeira, atraído pelo seu clima ameno. Foi provavelmente só então que descobriu o seu interesse pela história natural. Este interesse foi encorajado pelo paleontólogo suíço Oswald Heer, com quem Hartung partilhou uma casa no Funchal. O seu interesse não se limitava à geologia, mas estendia-se também à botânica, entomologia e agricultura. Hartung acompanhou Heer nas suas excursões pela ilha da Madeira durante seis meses. 
Em abril de 1851, Hartung e Heer viajaram juntos, via Cádiz, para as ilhas Canárias, onde visitaram Lanzarote, Fuerteventura e Gran Canaria. Hartung passou novamente o inverno de 1852/1853 na Madeira. Em 1853/1854, acompanhou o geólogo britânico Sir Charles Lyell durante dois meses durante a sua investigação de campo na ilha. Os dois mantiveram uma forte relação professor-aluno. Lyell referiu-se a Hartung como um dos seus colaboradores mais activos e beneficiou do seu conhecimento da região e da língua. Em 1854, passaram também um mês nas ilhas Canárias, visitando Tenerife, La Palma e novamente a Gran Canaria. No verão, viajou pela Alemanha e Suíça. Fez alguns esboços para Lyell e visitou Oswald Heer em Zurique. Em novembro de 1854 regressa à Madeira. Trabalha aí e em Lanzarote e Fuerteventura até abril. Em maio, viajou para Londres para visitar Lyell durante algumas semanas e depois para a Alemanha.
Hartung tinha consciência de que lhe faltava uma formação académica e pensou em assistir a aulas de geologia na Universidade de Heidelberg. No entanto, faltou ao início do semestre e, em vez disso, teve aulas particulares de geologia e mineralogia com o doutor Gustav von Leonhard. Em dezembro de 1855, alugou uma casa em Heidelberg, onde permaneceu durante a maior parte de 1856, ocupado com o estudo das suas amostras. Passou novamente o inverno na Madeira e, de meados de abril a finais de agosto de 1857, viajou pelo arquipélago dos Açores.
Nos anos seguintes, Hartung consultou numerosos colegas e preparou as suas publicações sobre a geologia das Canárias e dos Açores, que apareceram a partir de 1857, começando com o tratado Die geologischen Verhältnisse der Inseln Lanzarote und Fuertaventura (As características geológicas das ilhas de Lanzarote e Fuertaventura). No livro Die Azoren in Ihrer äußeren Erscheinung und nach ihrer geognostischen Natur (Os Açores no seu aspeto exterior e de acordo com a sua natureza geognóstica), publicado em 1860, Hartung descreveu a geografia física e as rochas de cada uma das nove ilhas do arquipélago e ilustrou a obra com desenhos de paisagens. A descrição dos fósseis da ilha de Santa Maria foi efectuada pelo paleontólogo Heinrich Georg Bronn. 
Em 1862, publicou um trabalho sobre vulcanismo com o título Betrachtungen über Erhebungskrater, ältere und neuere Eruptivmassen nebst einer Schilderung der geologischen Verhältnisse der Insel Gran Canaria (Observações sobre crateras de elevação, massas eruptivas mais antigas e mais recentes, juntamente com uma descrição das condições geológicas da ilha de Gran Canaria). No mesmo ano Hartung recebeu um doutoramento honoris causa pela Universidade Albertus de Königsberg (Albertus-Universität Königsberg), provavelmente em reconhecimento deste trabalho. Seguiu-se a publicação de uma descrição das ilhas da Madeira e do Porto Santo, em 1864, e de um atlas de Tenerife, que foi publicado em 1867 em colaboração com os géologos Karl von Fritsch e Wilhelm Reiss.
Entre 1870 e 1871, período correspondente à guerra entre a França e a Alemanha, Hartung viajou para os Estados Unidos da América, onde conheceu Louis Agassiz (1807-1873) em Cambridge, Massachusetts. Os relatos desta viagem foram publicados no diário Hartungsche Zeitung de Königsberg, e criou uma relação que o levou durante vários anos a publicar um resumo em alemão do Annual Report of the U. S. Geological and Geographical Survey of the Territories, uma publicação geológica e gegráfia norte-americana.
Na segunda metade da década de 1870, Hartung mudou de interesse e seguindo a sua investigação em geologia glacial, a partir de 1873 viajou várias vezes pela Escandinávia. Publicou, em colaboração com Albert Dulk, o relato de viagem intitulado Fahrten durch Norwegen und die Lappmark (Viagens através da Noruega e da Lapónia) e escreveu uma pequena contribuição para a obra multi-volume de Oswald Heer intitulada Flora fossilis arctica : Die fossile Flora der Polarländer.
Georg Hartung manteve correspondência em matérias científicas com Charles Darwin e com o Sir Charles Lyell, o pioneiro da moderna geologia, que encontrou aquando uma visita às Canárias no inverno de 1853 e na primavera de 1854. Apesar de terem decidido publicar um artigo conjunto sobra a geologia das Canárias, tal não chegou a acontecer, mas Hartung publicou individualmente, atribuindo devido crédito a Lyell.
Alguns dos primeiros descritores dos fósseis da Madeira deram nomes em honra de Georg Hartung, entre os quais Cardium hartungi (Bronn), Janthina hartungi (Karl Mayer-Eymar) e Ilex hartungi (Heer).

### Hartung e a geologia dos Açores
Gerog Hartung visitou os Açores, em 1857, onde se encontrou com os exploradores franceses Henri Drouët e Pierre-Arthur Morelet. Apesar das grandes difculdades de transporte com que se deparou, percorreu todas as ilhas, onde recolheu amostras de rochas e de minerais e fez observações sobre a orografia, a litologia, o clima, a vegetação e o regime hidrográfico.
A visita aos Açores fora-lhe sugerida por Sir Charles Lyell, a pedido de Charles Darwin, com o objectivo de tentar localizar vestígios do período glaciar no arquipélago. Em resultado das suas observações, Georg Hartung considera terem sido transportados pelos icebergs os blocos de calcário, de granito e de outras rochas, medindo vários pés de diâmetro, que observou sobre a costa da Praia da Vitória (ilha Terceira) e na baía de Vila do Porto (ilha de Santa Maria).
A interpretação de que aquelas rochas seriam blocos erráticos foi aceite por Charles Darwin que dela tirou argumentos para explicar o carácter setentrional da flora açoriana com que contactara, em 1836, quando havia realizado algumas excursões na ilha Terceira, que havia escalado durante a sua viagem à volta do mundo a bordo do HMS Beagle. Embora esta teoria tenha sido contestada por aqueles que defendiam terem os blocos em questão teriam sido trazidos como lastro de embarcações, abandonados após a chegada ao ancoradouro, e se bem que a opinião preconcebida da existência de blocos erráticos poderá ter levado o geólogo a exagerar as suas dimensões reais, a existência de fragmentos rolados de rochas estranhas às ilhas dos Açores, relacionados com a ocorrência de glaciares no arquipélago, foi confirmada em plataformas quaternárias levantadas, situadas entre 80 m e 200 m de altitude, na ilha de Santa Maria.
A principal obra de Hartung sobre os Açores (Die Azoren in ihrer ausseren erscheinung und nach ihrer geognostischen Natur, Leipzig, 1860, e o respectivo atlas) contém um conjunto de ilustrações de grande interesse científico e, apesar dos 150 anos já decorridos após a sua publicação, mantém interesse para o conhecimento da geologia das ilhas. Inclui investigação mineralógica pioneira sobre a petrologia dos Açores, para a qual Hartung contou com a colaboração, entre outros, de Johann Reinhard Blum, Gustav von Leonhard, Gustav Rose e Robert Wilhelm Bunsen. Outra importante obra sobre os Açores é a que resultou da colaboração de Georg Hartung com Karl Mayer-Eymar, intitulada Die Tertiär-Fauna der Azoren und Madeiren.
Também foram importantes as suas descobertas relativamente à fauna fóssil da ilha de Santa Maria, cuja descrição foi inicialnete feita por Heinrich Bronn e que Hartung incluiu como anexo à sua obra. Embora desde há muito «fossem conhecidos os jazigos calcários daquela ilha [...], ninguém, antes do geólogo alemão, tinha observado os restos orgânicos que eles encerram em abundância». Os fósseis descritos são formas de regiões mais frias, circunstância que, de certo modo, corroborava a hipótese de Hartung sobre a glaciação do arquipélago açoriano nos primórdios da era quaternária.

## Obras publicadas
Entre outras obras, é autor das seguintes publicações:
- Hartung, G.: Description Geologique de L'Isle Tercére par G. Hartung-de Koenigsberg, Instituto Nacional de Engenharia, Tecnologia e Inovação-INETI, Document number 7107 (23-1-1951), 1–9, 1857.[1]
- Hartung, G.: «Die Geologischen Verhältnisse der Inseln Lanzarote und Fuertaventura», Neuen Denkschriften der allgemeinen Schweizerischen Gesellschaft für die gesammten Naturwissenschaften, 15, 1–168. Zürich, 1857 (Edição digital).
- Hartung, G.: Geologische Karte der Inseln Lanzarote und Fuertaventura entworfen von G. Hartung nach den Seekarten des Lieut. Arlett R. N.. Wurster, Winterthur 1857 (Edição digital; PDF; 1,5 MB).
- Hartung, G.: Originalzeichnungen und Probedrucke zu Illustrationen der geologischen Beschreibungen der Azoren und Kanarischen Inseln. 1850 [ca.] (desenhos e esboços originais das gravuras publicadas sobre os Açores e as Canárias).
- Hartung, G.: Die Azoren in iheer äusseren erscheinung und nach ihrer geognostischen natur. Atlas enthaltend neunzehn Tafeln und eine Karte der Azoren, Verlag von Wilhelm Engelmann, Leipzig, 1860 (Edição digital; PDF; 91,5 MB).
- Hartung, G.: Die Azoren in iheer äusseren erscheinung und nach ihrer geognostischen natur. Mit Beschreibung der fossilen Reste, von Prof. H. G. Bronn, Verlag von Wihelm Engelmann, Leipzig, 350 pp., 1860 (Edição digital; PDF; 91,5 MB).
- Hartung, G.: Betrachtungen über Erhebungskrater, ältere und neuere Eruptivmassen, nebst einer Schilderung der geologischen Verhältnisse der Insel Gran Canaria, Verlag von Wilhelm Engelmann, Leipzig, 1862 (Edição digital).
- Hartung, G.: Die skandinavische Halbinsel. Eine geologische Skizze, Habel, Berlin, 1877.
- Hartung, G.: «Ueber die Pflanzenversteinerungen von Andö in Norwegen – I. Schilderung des Fundortes und der Lagerungsverkältnisse», in: Flora Fossilis Arctica – Die Fossile Flora der Polarländer, editado por: Heer, O., J. Wurster & Co., Zürich, 1–15, 1877 (Edição digital).
- Hartung, G.: «Beitrag zur Kenntniss von Thal- und Seebildungen», Zeitschrift der Gesellschaft für Erdkunde zu Berlin, 13, 265–333, 1878.
- Hartung, G.: «J. Geikie's grosse Eiszeit und ihre Beziehung zum Alter des Menschengeschlechts», Archiv für Anthropologie, 10, 147–163, 1878.
- Hartung, G.: «Ninth Annual Report of the U. S. geological and geographical Survey of the Territories», Zeitschrift der Gesellschaft für Erdkunde zu Berlin, 14, 68–80, 1879.
- Hartung, G.: «Ein Stück Geographie in Norwegen. Von Professor Th. Kjerulf (Aus: „Christiania Vidensk-Selsk. Forhandl. 1876. N. 3“ übersetzt von G. Hartung)», Zeitschrift der Gesellschaft für Erdkunde zu Berlin, 14, 129–149, 1879.
- Hartung, G.: «Eine Thalspalte», Zeitschrift der Gesellschaft für Erdkunde zu Berlin, 15, 161–181, 1880.
- Hartung, G.: «Zur Arktis», Globus: Illustrierte Zeitschrift für Länder- und Völkerkunde, 37, 151–153, 1880.
- Hartung, G.: «Tenth Annual Report of the U. S. geological and geographical Survey of the Territories», Zeitschrift der Gesellschaft für Erdkunde zu Berlin, 16, 26–40, 1881.
- Hartung, G.: «Elevent Annual Report of the U. S. geological and geographical Survey of the Territories: Report of progress of the explorations for the year 1877», Zeitschrift der Gesellschaft für Erdkunde zu Berlin, 16, 366–383, 1881.
- Hartung, G.: Rejse i Norge (Oversatt fre tysk av M. Sundt), Askelands Forlag, Kristiania, 1882.
- Hartung, G.: «Das alte Bergsturzgebiet von Flims», Zeitschrift der Gesellschaft für Erdkunde zu Berlin, 19, 161–194, 1884.
- Hartung, G.: «Third Annual Report of the United States Geological Survay 1881–1882», Zeitschrift der Gesellschaft für Erdkunde zu Berlin, 20, 389–396, 1885.
- Hartung, G. & Dulk, A. F. B.: Fahrten durch Norwegen und die Lappmark, Gebrüder Kröner, Stuttgart, 1877 (Edição digital).
- Hartung, G. & Mayer, K.: Geologische Beschreibung der Inseln Madeira und Porto Santo. Mit dem systematischen Verzeichnisse der fossilen Reste dieser Inseln und der Azoren , Zürich, 1864.
- Hartung, G. & Fritsch, Karl v. & Reiss, Johann Wilhelm: Tenerife geologisch-topographisch dargestellt, ein Beitrag zur Kenntniss vulkanischer Gebirge von K. v. Fritsch, G. Hartung und W. Reiss, J. Wurster, Winterthur, 1867 (Edição digital; PDF; 19,6 MB).